# Stara Sela
Stara Sela este o localitate din comuna Kamnik, Slovenia, cu o populație de 49 de locuitori.